# جوالك
جوالك قرية سوريّة تتبع إداريّاً لمحافظة حمص منطقة حمص ناحية حمص، بلغ تعداد سكانها 510 نسمة حسب التعداد السكاني لعام 2004.